# Tamara Bowie
Tamara Sanceri Bowie (Lansing, 3 giugno 1981) è un'ex cestista e allenatrice di pallacanestro statunitense, professionista in Europa.

## Carriera
È stata selezionata dalle Washington Mystics al terzo giro del Draft WNBA 2003 (36ª scelta assoluta).